# How Can You Expect to Be Taken Seriously?
Singles de Pet Shop Boys
Being Boring
(1990) Jealousy
(1991)
How Can You Expect to Be Taken Seriously? est une chanson du duo britannique Pet Shop Boys extraite de leur quatrième album studio, Behaviour, paru le 22 octobre 1990.
Au Royaume-Uni, la chanson a été publiée en single double face A avec la chanson Where the Streets Have No Name (I Can't Take My Eyes Off You) (qui est un mélange de deux chansons : Where the Streets Have No Name de U2 et Can't Take My Eyes Off You originellement enregistrée par Frankie Valli). Le single est sorti le 11 mars 1991 et atteint la 4e place du classement national dans la semaine du 24 au 30 mars.